# Samolus spathulatus
Samolus spathulatus är en viveväxtart som först beskrevs av Antonio José Cavanilles, och fick sitt nu gällande namn av Jean Étienne Duby. Samolus spathulatus ingår i släktet bungar, och familjen viveväxter. Inga underarter finns listade i Catalogue of Life.